# Pierre Batcheff
Pierre Batcheff, pseudonimo di Piotr Bacev (Harbin, 23 aprile 1901 – Parigi, 13 aprile 1932), è stato un attore francese.
Nato da famiglia russa nella città di Harbin in Manciuria (Cina), durante l'occupazione russa, crebbe a San Pietroburgo. Recitò in 25 film realizzati tra il 1923 e il 1932, il più noto dei quali è il cortometraggio Un chien andalou - Un cane andaluso (1929) di Luis Buñuel e Salvador Dalí. Sposato con la produttrice cinematografica Denise Piazza, morì in seguito ad un'overdose di Veronal.

## Filmografia
- Le Roi de Paris, regia di Maurice de Marsan e Charles Maudru (1923)
- Claudine et le poussin, regia di Marcel Manchez (1924)
- Princesse Lulu, regia di Donatien e René Leprince (1925)
- Autour d'un berceau, regia di Maurice Kéroul e Georges Monca (1925)
- Le Double amour, regia di Jean Epstein (1925)
- Il fu Mattia Pascal (Feu Mathias Pascal), regia di Marcel L'Herbier (1926)
- Destinée, regia di Henry Roussel (1926)
- Le Secret d'une mère, regia di Georges Pallu (1926)
- Napoleone (Napoléon), regia di Abel Gance (1927)
- Le Joueur d'échecs, regia di Raymond Bernard (1927)
- Éducation de prince, regia di Henri Diamant-Berger (1927)
- En rade, regia di Alberto Cavalcanti (1927)
- La sirena dei Tropici (La Sirène des Tropiques), regia di Henri Étiévant e Mario Nalpas (1927)
- L'Île d'amour, regia di Berthe Dagmar e Jean Durand (1928)
- Le Bonheur du jour, regia di Gaston Ravel (1928)
- I due timidi (Les Deux Timides), regia di René Clair (1928)
- Le Perroquet vert, regia di Jean Milva (1929)
- Un chien andalou - Un cane andaluso, regia di Luis Buñuel - cortometraggio (1929)
- Vivre, regia di Robert Boudrioz (1929)
- Il conte di Montecristo (Monte Cristo), regia di Henri Fescourt (1929)
- Illusions, regia di Lucien Mayrargue (1930)
- Gli amori di mezzanotte (Les Amours de minuit), regia di Augusto Genina (1931)
- Le Roi de Paris, regia di Leo Mittler (1931)
- Le Rebelle, regia di Adelqui Migliar (1931)
- Mitternachtsliebe, regia di Carl Froelich e Augusto Genina (1931)
- Baroud, regia di Rex Ingram e Alice Terry (1932)
- Baroud, regia di Rex Ingram e Alice Terry (1933)